# Aérodrome de Totegegie
Pour les articles homonymes, voir GMR.
L'aérodrome de Totegegie (code IATA : GMR • code OACI : NTGJ) est situé sur le motu Totegegie qui entoure la partie nord-est de l'atoll de Mangareva dans les îles Gambier en Polynésie française.
Le nom Totegegie se compose de l'association de deux mots mangaréviens, la langue locale (qui tire son nom de Mangareva, l'ile principale de l'archipel) : « Tote », qui désigne un ilot de sable sur un récif (équivalent de motu polynésien) ; et « Gegie » (prononcer gniégnié) qui est le nom d'un petit arbuste typique des atolls, qui ressemble à un genévrier sans baies. Cet arbuste (Pemphis acidula) très répandu sur les atolls polynésiens y est plus connu sous le nom de miki miki.
C'est sur ce récif qu'est situé l'aérodrome de l'archipel, qui est aussi la seule construction qui s'y trouve : Totegegie est situé à 1 652 km de Tahiti, il est classé aérodrome territorial. Sa seule desserte est l'aéroport international Tahiti Faa'a.
Mangareva sert de lien avec le monde extérieur pour la célèbre Pitcairn. Une des seules manières d'atteindre Pitcairn, en effet, est de prendre l'avion de Tahiti à Mangareva. Une traversée de 32 heures en bateau permet ensuite d'atteindre l'île.

## Historique
- 1967 : Construction d'une piste d’aviation, 3000 m de   nivelage par la 115e Compagnie de marche du Pacifique pour le Centre d’Expérimentations du Pacifique (CEP)[3].Longueur de piste aménagée utilisable balisée  1750 m. Atterrissage du premier avion à Totégégie, un Piper-Aztec suivi d'un Breguet Deux-Ponts le 29 novembre.
- 1968 : Un DC-6 effectue la liaison hebdomadaire entre Totegegie, Moruroa et Papeete[4].
- 1978 : Première liaison aérienne commerciale Papeete-Totegegie.
- 1998 : Démantèlement des installations par l'armée française, notamment du hangar et du quai métallique. On rapporte à la fin de l'opération 50 tonnes de ferrailles.
- 2008 : Agrandissement et modernisation de l'aérogare existant.

## Situation
| Nengo-Nengo Marutea-Sud Nukutepipi Ahe Anaa Apataki Arutua Hiva Oa Bora-Bora Tahiti-Fa'a'ā Faaite Fakarava Fangatau Hao Fakahina Hikueru Huahine Kaukura Katiu Kauehi Makemo Manihi Mataiva Maupiti Moorea Napuka Niau Nuku Hiva Nukutavake Puka-Puka Pukarua Raiatea Raivavae Rangiroa Raroia Reao Rimatara Rurutu Takapoto Takaroa Takume Tatakoto Tikehau Totegegie Tubuai Tureia Ua Huka Ua Pou Vahitahi |

## Compagnies aériennes
Air Tahiti est la seule compagnie régulière à desservir l'aéroport depuis Papeete Faa'a.

## Galerie

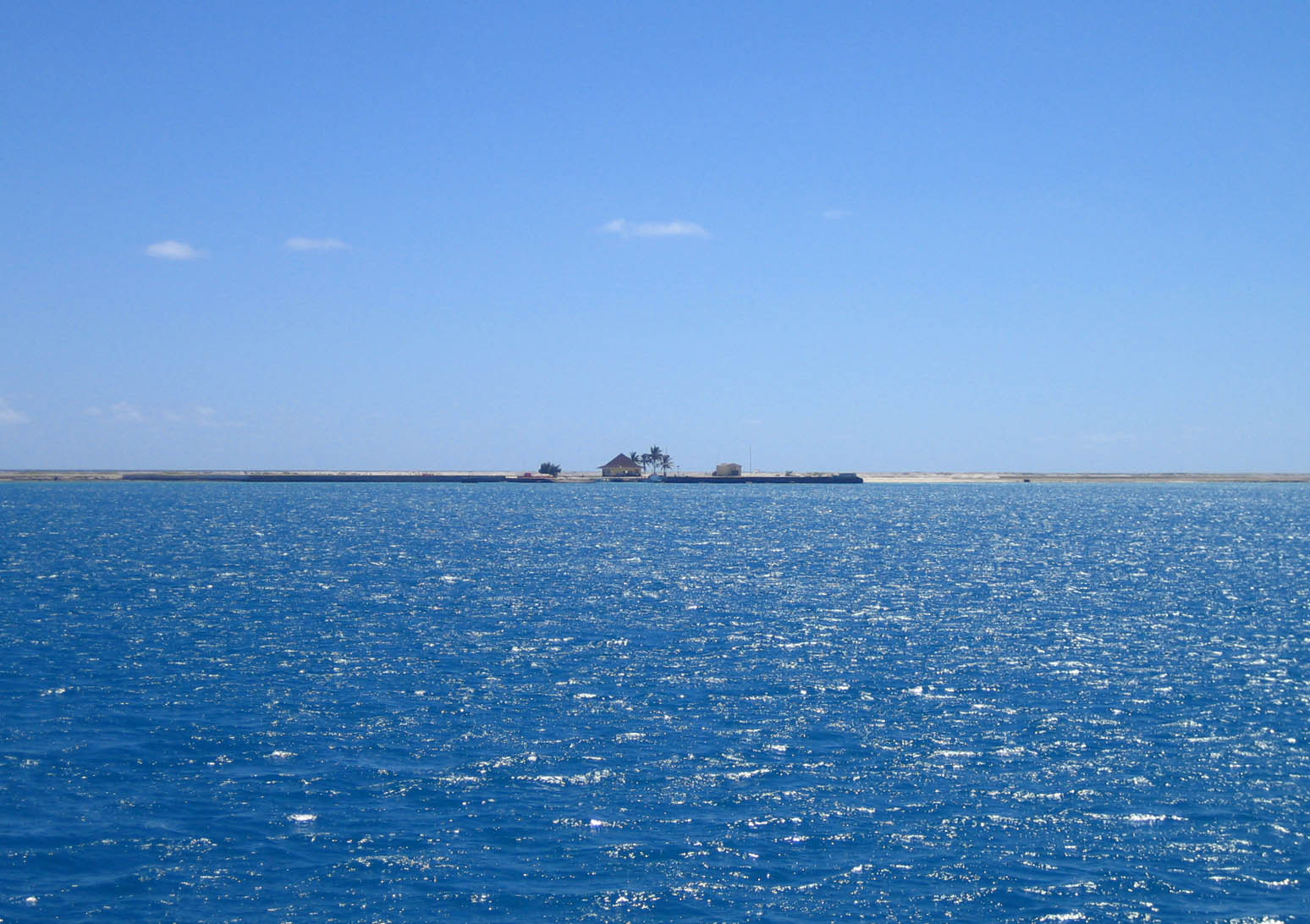
L'aérodrome de Totegegie.
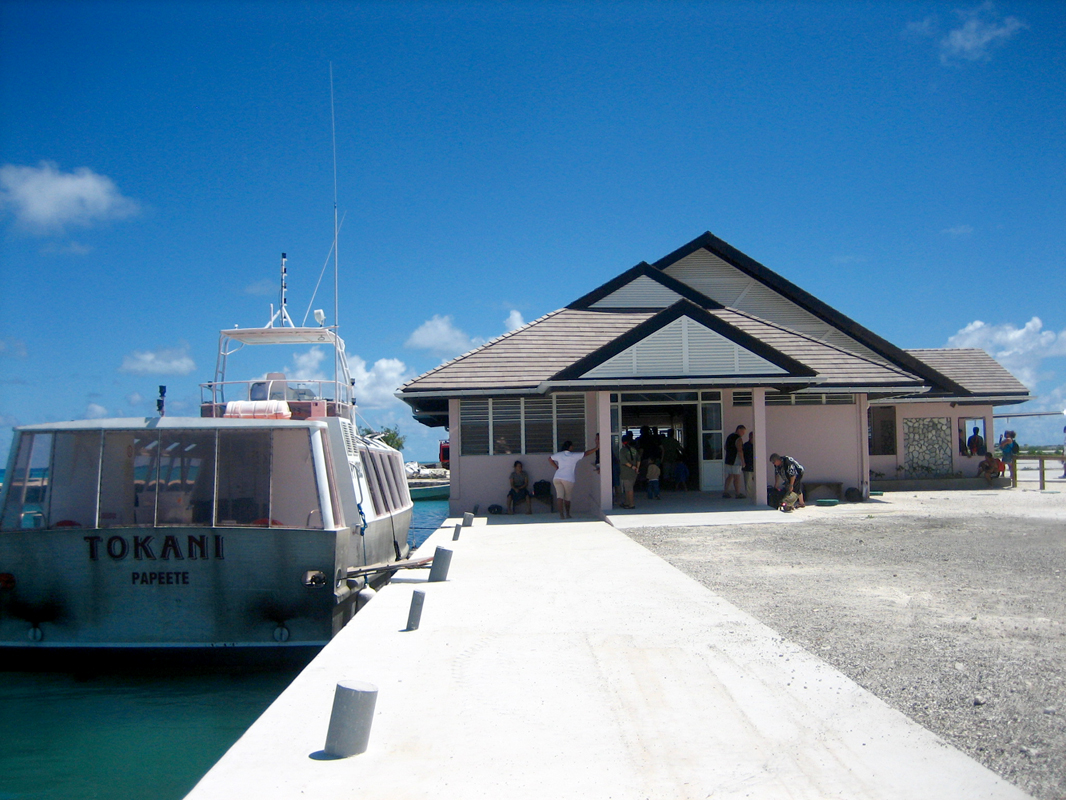
Aérogare de GMR.
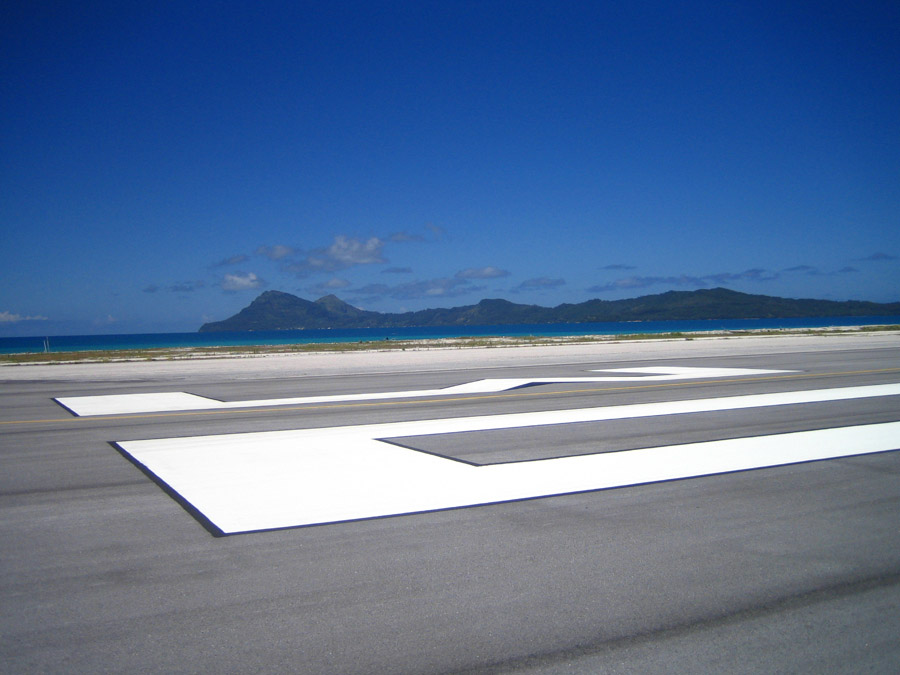
Piste de Totegegie, vue sur Mangareva.
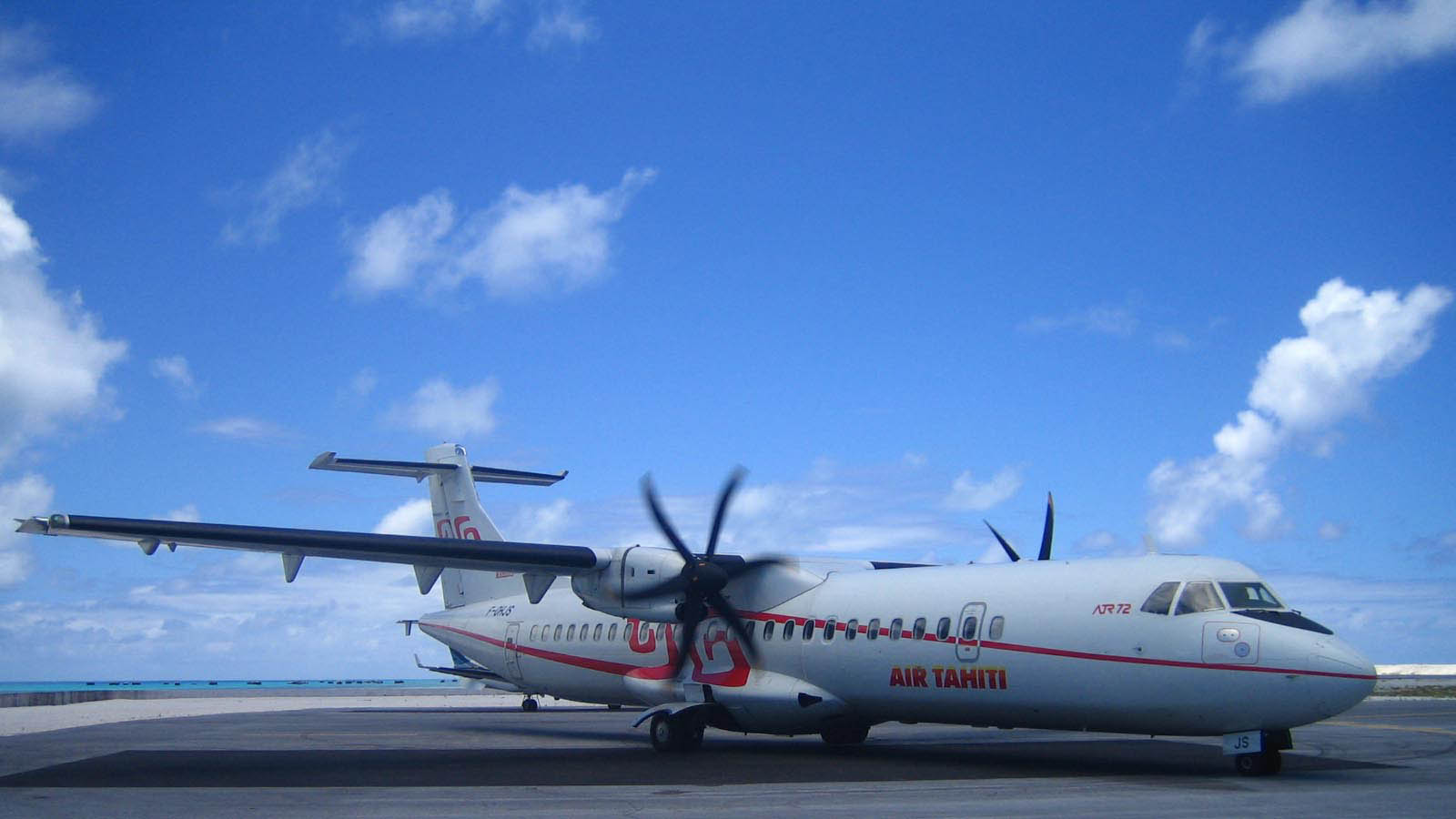
ATR d'Air Tahiti.

## Statistiques
Pour des raisons techniques, il est temporairement impossible d'afficher le graphique qui aurait dû être présenté ici.

Voir la requête brute et les sources sur Wikidata.
| Année | Passagers |
| ----- | --------- |
| 1998  | 5 236     |
| 1999  | 5 249     |
| 2000  | 5 319     |
| 2001  | 5 129     |
| 2002  | 4 937     |
| 2003  | 5 609     |
| 2004  | 5 922     |
| 2005  | 6 598     |
| 2006  | 6 938     |
| 2007  | 7 155     |
| 2008  | 7 409     |
| 2009  | 6 850     |
| 2010  | 7 420     |
| 2011  | 7 003     |
| 2012  | 7 798     |
| 2013  | 7 521     |
| 2014  | 7 198     |
| 2015  | 7 201     |
| 2016  | 7 675     |